# Josip Torbarina
Josip Torbarina (Račišće na Korčuli, 19. rujna 1902. – Stratford-upon-Avon, Ujedinjeno Kraljevstvo, 22. kolovoza 1986.) hrvatski anglist, komparatist i prevoditelj, akademik.

## Životopis
Josip Torbarina dolazi iz učiteljske obitelji pa je rođen na Korčuli, jer mu je otac Frano ondje dobio učiteljsku službu, iako je njegov otac rodom iz sela Debeljaka u općini Sukošanu, a majka Nika Urlić bila je iz Dubrovnika.
Njegovi roditelji i djed Frano bili su učitelji pa su se tako selili iz službe u službu, a otac mu je 1939. postao načelnik odjela za prosvjetu u Splitu. Tako je zbog roditeljske službe Torbarina polazio osnovnu školu u Rabu, a klasičnu gimnaziju u Zadru, Splitu i Dubrovniku. Školovanje je nastavio na sveučilištu u Cambridgeu, gdje je 1926. diplomirao, i sveučilištu u Londonu, gdje je 1930. doktorirao disertacijom o talijanskim utjecajima na pjesnike Dubrovačke Republike.
Od 1934. radio je na Filozofskom fakultetu u Zagrebu kao lektor engleskog jezika, a od 1950. do 1974. kao redoviti profesor i pročelnik Odsjeka za anglistiku. Utemeljio je studij anglistike na Filozofskom fakultetu u Zagrebu. Godine 1956. postao je redoviti član Jugoslavenske akademije znanosti i umjetnosti, a od 1960. do 1978. bio je tajnik njezina Razreda za filologiju.
Kroatistici je pridonio prijevodima latinista i komparativnim kontekstualiziranjem hrvatskih književnika dubrovačkog kruga. Nagradu za životno djelo je dobio 1971. godine.
Na početku svoga prevoditeljskog angažmana prevodio je liriku engleskih pjesnika. No, najveći je njegov doprinos u prevođenju Shakespearea na hrvatski jezik. Godine 1960. dobio je Nagradu grada Zagreba za prijevod Shakespeareove drame Troilo i Kresida, a 1970. nagradu Matice hrvatske za prijevod Macbetha. Dobio je i Republičku nagradu za životno djelo. Godine 1981. odlikovan je Redom Britanskog Carstva (OBE), priznanjem koje se rijetko dodjeljuje strancima, čime su Torbarini, ali i hrvatskoj anglistici uopće, priznate zasluge na promicanju kulturne suradnje između Velike Britanije i Hrvatske."

## Djela
- Kroatističke rasprave, Matica hrvatska, Zagreb, 1997.
- Relations, Croatian P.E.N. centre, Most, Zagreb, 1993.
- Italian influence on the poets of the Ragusan republic, Williams & Norgate ltd., 1931.